# Хенри Пърсел
Хенри Пърсел (на английски: Henry Purcell) е английски композитор от епохата на барока. Характерното за музиката му е съчетаването на елементи от френския и италианския барок с такива от английския.

## Биография
Роден е на 10 септември 1659 г. в лондонския район Уестминстър. Неговият баща – също Хенри Пърсел – е бил член на Кралската капела. Хенри е най-големият от тримата му сина. След смъртта на баща му през 1664 г. неговият чичо Томас Пърсел се заема с образованието му.
От 1676 г. Пърсел е органист в Уестминстърското абатство.
Умира на 21 ноември 1695 в дома си в Уестминстър, оставяйки сами съпругата си и трите си деца. Съществуват много хипотези как и от какво точно умира композиторът, но по-известните теории са две:
- Тежка пневмония (прибирайки се късно вечерта след театрална постановка, не успява да влезе в дома си и дълго време стои навън, докато жена му му отвори, в резултат на което се простудява и впоследствие заболява тежко).
- Туберкулоза.

Погребан е в Уестминстърското абатство.

## Творчество
Говори се, че Пърсел композирал от 9-годишен, но първата му завършена творба е „Ода за рождения ден на краля“ от 1670 г. През 1676 г. написва няколко произведения, като музиката по трагедията „Абделазар“ на Афра Бен. През 1685 г. написва операта „Дидона и Еней“, която се счита за първата истинска английска опера. Либретото е дело на Нахум Тейт. Творбите му „Te Deum“ и „Jubilate“, написани за деня на света Сесилия през 1694 г., са определяни като едни от най-добрите му.
Хенри Пърсел е автор и на множество оди, кантати, песни, полуопери (музика към театрални постановки), сакрални произведения и сонати.